# Kasjmiri

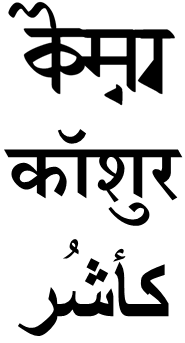
Het woord "kŏśur" in het Sharada, Devanagari en Perzisch-Arabisch schrift.

Kasjmiri (ook Kashmiri) is een taal die voornamelijk in de regio Kasjmir wordt gesproken, een voorheen Indiaas koninkrijk dat nu door India, Pakistan en China betwist wordt. De taal heeft ruim 7,1 miljoen sprekers.
Kasjmiri wordt ingedeeld in de familie van Indo-Arische talen en is een van de 23 officieel erkende talen in India.

## Schrift
In vroegere tijden werd Kasjmiri geschreven in het Sharada-schrift. Vandaag de dag wordt het officiële Kasjmiri in het Perzisch-Arabisch schrift geschreven, al wordt ook het Devanagari gebruikt.

## Grammatica
In tegenstelling tot de andere Indo-Arische talen heeft Kasjmiri een V2-zinsvolgorde zoals in het Nederlands en Duits.
Hier is een uittreksel uit de Kasjmiri uitgave van Wikipedia:
| Perzisch-Arabisch, Devanagari,Kasjmiri tekst | کٲشُر कॉशुर | چھُ छु | اکھ अख | آریہٕ आर्यॖ | زبٲن ज़बॉन |
| Kasjmiri transliteratie                      | Koshur   | chhu | akh    | Aarya    | Zabaen.  |
| Duitse tekst                                 | Kashmiri | ist  | eine   | Arische  | Sprache. |
| Nederlandse vertaling                        | Kasjmiri | is   | een    | Arische  | taal.    |

## Woordenschat
De Kasjmiri taal bevat veel Perzisch-Arabische woorden als gevolg van de verspreiding van islam in Kasjmir, maar Kasjmiri is nog steeds een Indo-Arische taal.